# 聖巴勃羅 (卡哈馬卡大區)
聖巴勃羅（西班牙語：San Pablo），是秘魯的城鎮，位於該國北部卡哈馬卡大區，是聖巴勃羅省的首府，海拔高度2,365米，該地區有建於公元前1,100年的考古遺址，發現的金飾是美洲最悠久歷史之一。
7°06′54″S 78°49′18″W / 7.11500°S 78.82167°W